# Gamma Ray (Band)

Logovariante von Gamma Ray

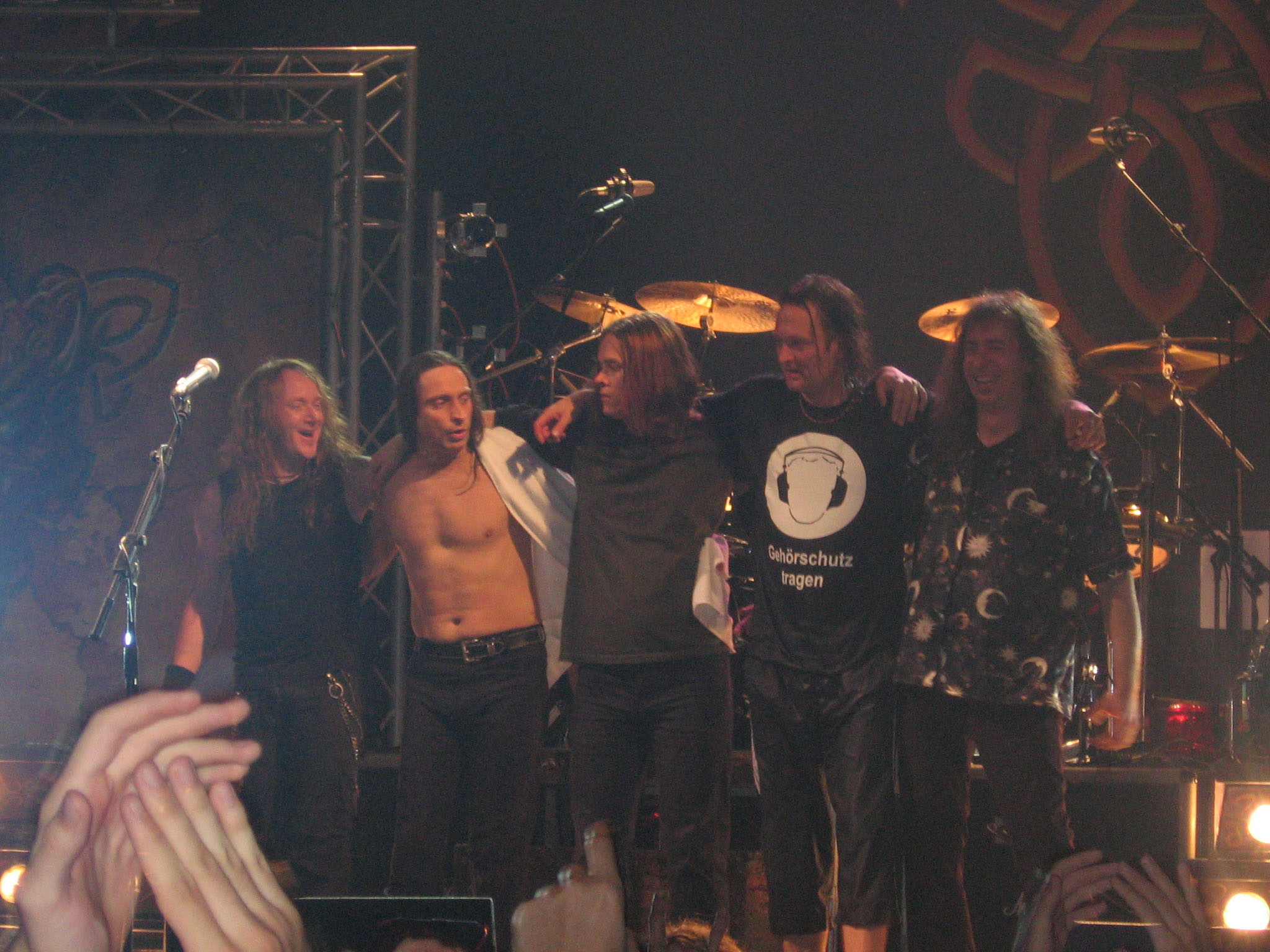
Gamma Ray live in Barcelona 2005

Gamma Ray (engl. „Gammastrahl“) ist eine deutsche Speed-/Power-Metal-Band. Sie wurde 1988/89 von Kai Hansen gegründet, nachdem er Helloween verlassen hatte.

## Geschichte
Nachdem er vier Jahre bei Helloween verbracht hatte, verließ Gitarrist und Songschreiber Kai Hansen 1988 die Band. Danach machte er einige Studioarbeiten mit Blind Guardian. Schließlich entschloss er sich, ein eigenes Projekt aus der Taufe zu heben. Dazu rekrutierte er seinen langjährigen Freund Ralf Scheepers (Gesang), Uwe Wessel (Bass) und Mathias Burchardt (Schlagzeug) und gründete mit ihnen Gamma Ray. Der Name der Band geht auf den größten Hit Gamma Ray von Birth Control zurück. Der Titel ist auf dem 1993er-Album Insanity and Genius enthalten.
Mit diesem Line-Up veröffentlichten sie im Februar 1990 das Album Heading For Tomorrow. Kurz danach verließ Matthias Burchardt die Band wieder. Für das Lied Space Eater wurde der erste Videoclip der Bandgeschichte gedreht. In diesem sind erstmals Dirk Schlächter als zweiter Gitarrist und Tammo Vollmers als Aushilfsschlagzeuger, der auch auf dem Album (im Lied Heaven Can Wait) gespielt hat, zu sehen. Im gleichen Jahr wurde auch die EP Heaven Can Wait mit Dirk Schlächter und Uli Kusch als neuem, offiziellem Schlagzeuger herausgegeben. Das Lied Heaven Can Wait wurde für diese EP in der neuen Besetzung noch einmal neu aufgenommen.
1991 wurde ihr zweites Album Sigh No More veröffentlicht. Außerdem stand ab Oktober eine weltweite Tournee mit 50 Terminen auf dem Programm.
Das dritte Album Insanity and Genius kam 1993 heraus, wieder mit zwei neuen Mitgliedern: Thomas Nack am Schlagzeug und Jan Rubach am Bass, die Uli Kusch und Uwe Wessel ersetzten. Ab September ging Gamma Ray zusammen mit Rage, Helicon und Conception auf die „Melodic Metal Strikes Back“-Tour.
Scheepers verließ die Band während der Planungen für das vierte Album, Hansen übernahm die Gitarre sowie den Gesang.
1995 wurde das vierte Album Land of the Free veröffentlicht – das erste mit Hansen als Sänger. Auf der folgenden Tour, „Men on a Tour“, wurde das erste Live-Album Gamma Rays Alive '95 aufgezeichnet und 1996 schließlich veröffentlicht.
Danach verließen Jan Rubach und Thomas Nack die Band und Dan Zimmermann kam als neuer Schlagzeuger dazu. Schlächter entschloss sich, wieder Bass zu spielen, und Henjo Richter sprang als zweiter Gitarrist ein.
1997 kam das nächste Album Somewhere Out in Space auf den Markt. Nach zwei Jahren auf Tour folgte Powerplant. Dieses war eine Fortsetzung des textlichen Ansatzes von Somewhere Out in Space, jedoch musikalisch eine neue Richtung.
2000 veröffentlichte die Band das Best-Of-Album Blast From The Past. Dazu wurden vor allem die älteren Klassiker komplett neu im Studio aufgenommen.
Nach einer einjährigen Pause, bei der sich Hansen um sein Seitenprojekt Iron Savior kümmerte, nahm die Band No World Order auf. Der textliche Hintergrund des Albums entstammte dem verschwörungstheoretischen Buch Sieben: Die wahre Weltordnung, welches von einem Fan der Band, Mark Brauneis, geschrieben wurde.
Die CD stieg in die deutschen Album-Charts auf Platz 23 ein. Es folgte die „No Order World Tour“, auf der die Band zahlreiche Länder quer durch ganz Europa bereiste sowie einige Gigs in Japan gab.
Nach einer Bandpause ging man schließlich auf die „Skeletons in the Closet“-Tour. Auf dieser Tour kamen Lieder zur Aufführung, die zuvor selten oder nie live gespielt worden waren. Dazu ließ die Band ihre Fans die Setliste über ihre Webseite wählen. Von den nur wenigen Auftritten wurden zwei für das nächste Live-Album Skeletons in the Closet aufgezeichnet.
Die letzte Tour absolvierte die Band als Opener für die ersten 10 Auftritte von Iron Maidens europäischem Tourabschnitt. Gamma Ray nannte diese Tour „Rayzin’ Hell With The Beast“.

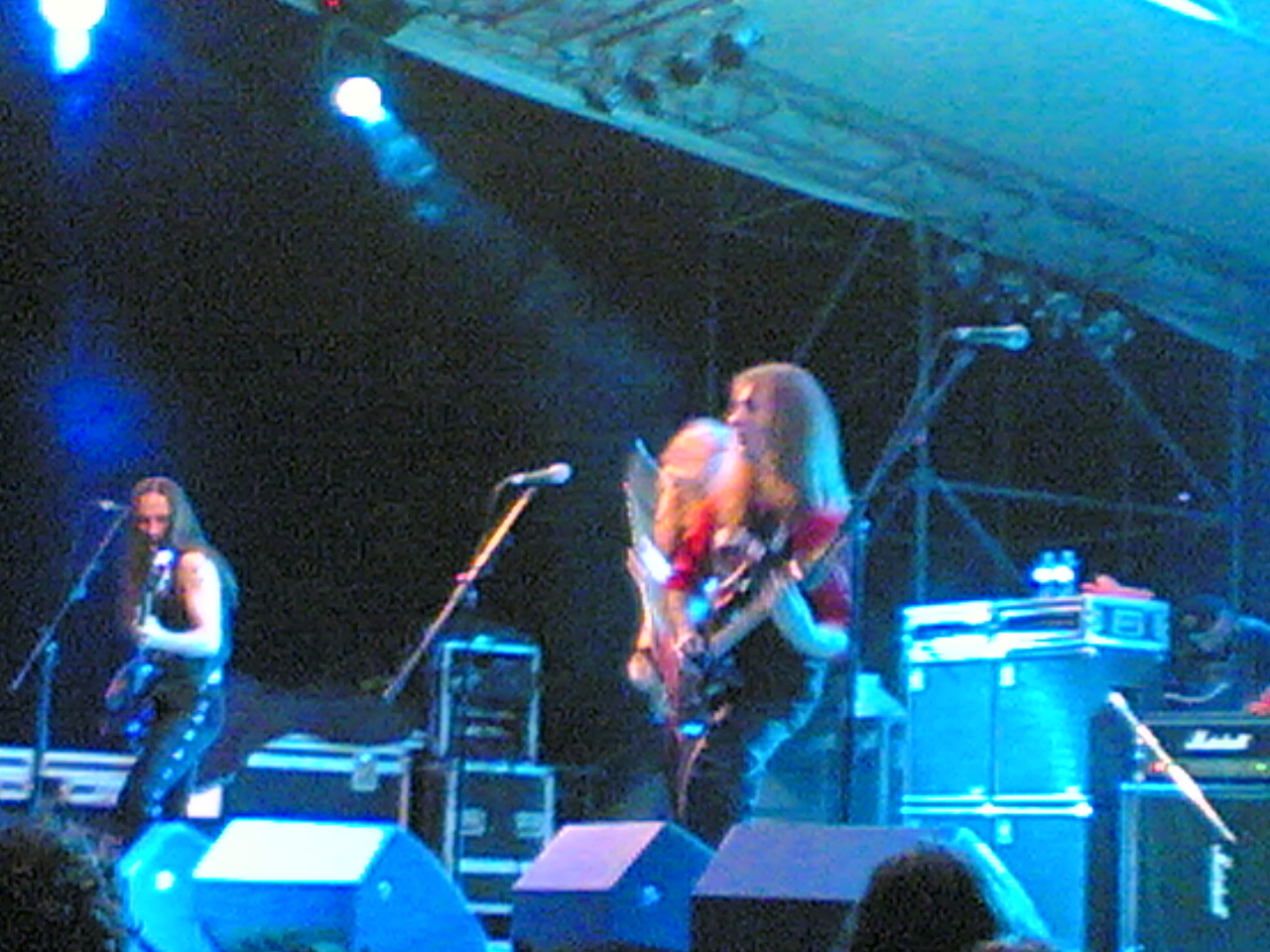
Gamma Ray beim Agglutination Metal Festival 2007

Am 23. September 2005 wurde das achte Studioalbum Majestic veröffentlicht. Gamma Ray setzen auf dieser CD den inhaltlichen Aspekt der Texte der No World Order-CD fort, wobei in einigen Liedern auch amerikakritische Töne anklangen. Am 7. Oktober 2005 stieg die CD in die deutschen Album-Charts auf Platz 39 ein. Auch in Finnland, Italien, Tschechien, Frankreich und Schweden kam die CD in die offiziellen Verkaufscharts. Im Oktober wurde eine Europatournee absolviert.
Am 16. November 2007 wurde das Album Land of the Free – Part 2 als Fortsetzung des Erfolgsalbums von 1995 veröffentlicht. Außerdem erschien 2008 eine Live-CD/DVD mit dem Titel Hell Yeah!!! The Awesome Foursome – Live in Montreal im Rahmen der „Hellish Rock“-Tour. Die DVD enthält neben dem kompletten Konzert auch eine Bonus-DVD mit Livemitschnitten vom Wacken Open Air 2003/06 und Musikvideos.
Am 29. Januar 2010 wurde Gamma Rays zehntes Studioalbum unter dem Titel To the Metal veröffentlicht. Darauf folgte eine mehrmonatige Europa-Tournee.
Vor dem Wacken Open Air 2012 verließ Daniel Zimmermann nach 15 Jahren Bandaktivität Gamma Ray und wurde von Michael Ehré, dem Drummer der 2011 aufgelösten Power-Metal-Band Metalium, ersetzt. Dieser hatte bereits seit 2011 bei einigen Auftritten als Aushilfe am Schlagzeug gesessen.
Empire of the Undead, das nächste Studioalbum, erschien am 28. März 2014.
Auf der Best of the Best-Jubiläumstour 2015 gab Gamma Ray bekannt, dass Kai Hansen ab sofort durch Frank Beck im Gesang unterstützt wird, der die Band bereits in der Vergangenheit oft unterstützt hat. Dies bestätigte Gamma Ray am 31. Oktober 2015 auch auf ihrer Facebook-Seite.

## Aktuelle Mitglieder

### Kai Hansen (Gitarre und Gesang)
Bandgründer und einziges verbliebenes Gründungsmitglied. Siehe Kai Hansen.

### Henjo Richter (Gitarre)
Henjo Richter kam 1996 zu Gamma Ray und ist nicht nur der Lead-Gitarrist, sondern übernimmt auch teilweise die Keyboards. Ferner ist Richter selbst auch maßgeblich an der Produktion einzelner Songs beteiligt. So schrieb er unter anderem den Song Send Me a Sign und wirkte auf allen drei Alben des Avantasia-Projekts mit. Außerdem war er für das Layout der letzten Gamma-Ray-Outputs zuständig. Neben Gamma Ray spielt Henjo noch in der Uriah-Heep-Cover-Band „Easy Livin“.

### Dirk Schlächter (Bass)
Dirk Schlächter lernte Kai Hansen während seines Musikstudiums kennen. Auf dem ersten Gamma-Ray-Album wurde er als Session-Musiker eingesetzt und übernahm danach die Position des zweiten Gitarristen. Seit dem Somewhere out in space-Album spielte er wieder den Bass und gab die Gitarre an den damaligen Neuzugang Henjo Richter ab. Schlächter spielt außerdem Klavier und komponierte auch längere Piano-Passagen einiger Gamma-Ray-Lieder.

### Michael Ehré (Schlagzeug)
Michael Ehré kam im Jahr 2012 für Daniel Zimmermann in die Band, welcher nach 15 Jahren seinen Posten bei Gamma Ray aufgab. Zuvor war Michael Schlagzeuger bei Firewind und Metalium.

### Frank Beck (Gesang)
Im April 2014 war Frank Beck zum Konzert in Aschaffenburg als Zuschauer auf der Gästeliste. Während der Tour litt Kai Hansen an einer Bronchitis und war gesanglich dadurch stark eingeschränkt. Am gleichen Tag erhielt Frank Beck einen Anruf von Dirk Schlächter, ob er denn abends zum Konzert käme. Als er bejahte, wurde er gebeten, aushilfsweise als Sänger einzuspringen. Während der Fahrt studierte er noch die wichtigsten Stücke ein und trat an diesem Abend das erste Mal mit Gamma Ray auf. Inzwischen gehört er zum festen Line-Up und beide Sänger wechseln sich in den Gesangsparts ab.

## Diskografie
Studioalben

| Jahr | Titel Musiklabel                     | Höchstplatzierung, Gesamtwochen, AuszeichnungChartplatzierungen (Jahr, Titel, Musiklabel, Platzierungen, Wochen, Auszeichnungen, Anmerkungen) | Höchstplatzierung, Gesamtwochen, AuszeichnungChartplatzierungen (Jahr, Titel, Musiklabel, Platzierungen, Wochen, Auszeichnungen, Anmerkungen) | Höchstplatzierung, Gesamtwochen, AuszeichnungChartplatzierungen (Jahr, Titel, Musiklabel, Platzierungen, Wochen, Auszeichnungen, Anmerkungen) | Anmerkungen                              |
| Jahr | Titel Musiklabel                     | DE | AT | CH | Anmerkungen                              |
| ---- | ------------------------------------ | --- | --- | --- | ---------------------------------------- |
| 1990 | Heading for Tomorrow Noise Records   | DE31 (11 Wo.)DE | CH29 (1 Wo.)CH | — | Erstveröffentlichung: 26. Februar 1990   |
| 1991 | Sigh No More Noise Records           | — | — | — | Erstveröffentlichung: 21. September 1991 |
| 1993 | Insanity and Genius Noise Records    | DE93 (4 Wo.)DE | — | — | Erstveröffentlichung: 28. September 1993 |
| 1995 | Land of the Free Noise Records       | DE70 (6 Wo.)DE | — | — | Erstveröffentlichung: 29. Mai 1995       |
| 1997 | Somewhere out in Space Noise Records | DE39 (4 Wo.)DE | — | — | Erstveröffentlichung: 25. August 1997    |
| 1999 | Powerplant Sanctuary Records         | DE25 (4 Wo.)DE | — | AT45 (1 Wo.)AT | Erstveröffentlichung: 29. März 1999      |
| 2001 | No World Order Sanctuary Records     | DE23 (3 Wo.)DE | — | — | Erstveröffentlichung: 10. September 2001 |
| 2005 | Majestic Sanctuary Records           | DE39 (4 Wo.)DE | — | — | Erstveröffentlichung: 22. September 2005 |
| 2007 | Land of the Free Pt. II SPV          | DE54 (1 Wo.)DE | — | — | Erstveröffentlichung: 16. November 2007  |
| 2010 | To the Metal earMUSIC                | DE24 (2 Wo.)DE | CH55 (1 Wo.)CH | — | Erstveröffentlichung: 29. Januar 2010    |
| 2014 | Empire of the Undead earMUSIC        | DE13 (4 Wo.)DE | CH21 (3 Wo.)CH | AT46 (1 Wo.)AT | Erstveröffentlichung: 28. März 2014      |

## Sonstiges
Der Song Space Eater diente der gleichnamigen serbischen Thrash-Metal-Band im Jahr 2004 als Inspiration für den Bandnamen.
Frühe Live-Versionen von Heading for Tomorrow, das nur auf der Tour zum Debütalbum komplett gespielt wurde, erstreckten sich auf über 24 Minuten Länge.